# Nikolaj Aleksandrovič Uglanov
Nikolaj Aleksandrovič Uglanov (in russo Николай Александрович Угланов?; Fedoritskoe, 17 dicembre 1886, 5 dicembre del calendario giuliano – Mosca, 31 maggio 1937) è stato un rivoluzionario e politico russo e sovietico.

## Biografia
Nato nel Governatorato di Jaroslavl', si iscrisse nel 1907 al Partito Operaio Socialdemocratico Russo. Nel 1917 fu membro del Comitato militare-rivoluzionario di Pietrogrado, poi operò come commissario politico e fu segretario responsabile nel 1921 del Comitato del Partito bolscevico del Governatorato di Pietrogrado, dal 1922 al 1924 di quello di Nižnij Novgorod e dal 1924 al 1929 di quello di Mosca. Fece inoltre parte dal 1923 al 1930 del Comitato Centrale e dal 1924 al 1929 dell'Orgburo e della Segreteria. Dal 1926 al 1929 fu candidato al Politburo, mentre dal 1928 al 1930 fu commissario del popolo dell'URSS al lavoro. Nel 1932 venne espulso dal partito e nel febbraio dell'anno successivo venne incarcerato per due mesi. Riammesso nel PCU(b) nel 1934, venne nuovamente arrestato nel 1936 e giustiziato nel 1937, nell'ambito delle Grandi purghe.